# Getto w Brześciu nad Bugiem

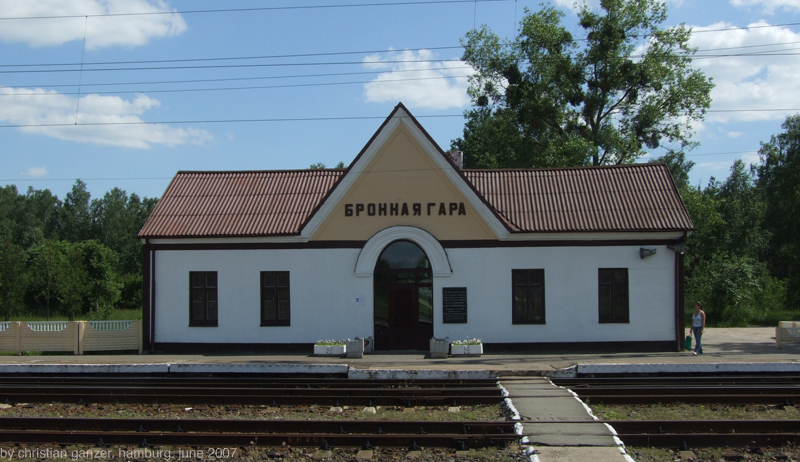
Stacja kolejowa w Bronnej Górze – miejscu kaźni brzeskich Żydów

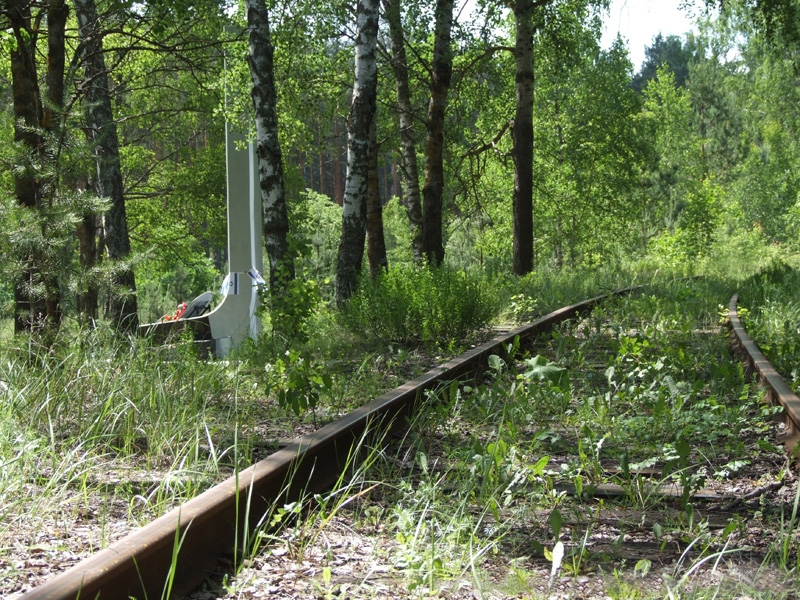
Linia kolejowa prowadząca na Bronną Górę, po lewej stronie pomnik ofiar getta brzeskiego.

Getto w Brześciu nad Bugiem (niem. Ghetto Brest Litovsk; jid. ‏בריסקער געטאָ‎; Brisker geto) – getto działające w latach 1941–1942 na terenie Brześcia na Białorusi. 

## Powstanie i kształt terytorialny
Zostało utworzone 16 grudnia 1941 zarządzeniem komisarza Rzeszy Wschód. Obejmowało kwartał miasta ograniczony ulicami (według nomenklatury z 1941): Majakowskiego, Kosmonautów, Gogola, Kirowa, Dzierżyńskiego, Moskiewską (Jagiellońską), Kirowa (Szeroką), linią pomiędzy Internacjonalną (dawniej: Szpitalną) a Muchawcem, linią między Kujbyszewa a Sowiecką. Na tak zakrojonym terytorium mieszkało w grudniu 1941 roku 18 tys. osób uznanych według kryteriów norymberskich za Żydów. 
Ulica Moskiewska (szosa z Warszawy do Mińska i Moskwy, polska nazwa: Jagiellońska) dzieliła getto na dwie nierówne części: większą, położoną na północy, i mniejszą, obejmującą południowy obszar zamieszkiwany przez Żydów.

## Organizacja
Administracją ze strony żydowskiej kierował złożony z 60 członków Judenrat, któremu była podporządkowana żydowska policja dbająca o porządek na terenie miasta. Ze strony niemieckiej gettem zarządzały osoby mianowane przez komisarza Białorusi. Przewodniczącym Judenratu został wybrany Hersz Rozenberg. 
Na terenie getta istniał szpital, sklepy miejskie oraz kuchnie pomocowe. 

## Ruch oporu
Już na początku 1942 na terenie getta zaczęły się tworzyć grupy antynazistowskie. W brzeskim getcie kierował nimi były oficer Wojska Polskiego Michał Omieliński. W styczniu 1942 powstała z inicjatywy warszawskiego Hechaluca organizacja Nekuma.

## Likwidacja getta
Jesienią 1942 władze niemieckie zażądały od Żydów spłacenia kontrybucji w złocie, srebrze i diamentach. Mimo uzbierania 80% kwoty przez ludność Brześcia nie zapobiegło to likwidacji getta, która nastąpiła w dniach 15–18 października 1942. Część ludności zamordowano na miejscu, a resztę wywieziono pociągami na tzw. Bronną Górę koło Berezy Kartuskiej, gdzie rozstrzelano i zakopano ich w dołach.

## Upamiętnienie
W czasach radzieckich przy ul. Kujbyszewa ustawiono obelisk upamiętniający zagładę brzeskich Żydów. Miejsca pamięci powstały też w Bronnej Górze i jej okolicach.